# 东阳土墩墓群
东阳土墩墓群集中分布于浙江省东阳市江北街道、六石街道、巍山镇一带，是浙江地区具有代表性的周代时期墓葬。经过2003年和2005年两次配合高速公路建设进行的抢救性发掘，出土了一大批珍贵文物，并发现了人骨、二次迁葬和人祭人殉等重要遗迹。2006年5月25日，列入第六批全国重点文物保护单位。